# جولی استیونز (بازیگر و خواننده آمریکایی)
جولی استیونز (انگلیسی: Julie Stevens) بازیگر، خواننده، کارگردان و تهیه‌کننده آمریکایی است که از دوران کودکی به اجرای برنامه پرداخته‌است.
استیونز صدای آواز اریکا در انیمیشن موزیکال باربی در نقش شاهزاده و گدا است.